# أراخنايو
أراخنايو (Αραχναίο) هي مدينة في أرغوليس في مقاطعة كينتريكي إلادا في اليونان.
يبلغ عدد سكانها حوالي 700   نسمة.